# Lijst van Stolpersteine in Zandvoort
De lijst van Stolpersteine in Zandvoort geeft een overzicht van de gedenkstenen in de gemeente Zandvoort in de Nederlandse provincie Noord-Holland die zijn geplaatst in het kader van het Stolpersteine-project van de Duitse beeldhouwer-kunstenaar Gunter Demnig.
Stolpersteine zijn opgedragen aan slachtoffers van het nationaalsocialisme, al diegenen die zijn vervolgd, gedeporteerd, vermoord, gedwongen te emigreren of tot zelfmoord gedreven door het nazi-regime. Demnig legt voor elk slachtoffer een aparte steen, meestal voor de laatste zelfgekozen woning.
Omdat het Stolpersteine-project doorloopt, kan deze lijst onvolledig zijn.

## Stolpersteine
In Zandvoort liggen acht Stolpersteine op twee adressen.

### Zandvoort
| Afbeelding | Inscriptie | Adres                 | Herdachte persoon                         |
| ---------- | --- | --------------------- | ----------------------------------------- |
|            | HIER WOONDE HARTOG BENJAMIN 'HARRY' BLOEMENDAL GEB. 1921 GEDEPORTEERD 1943 UIT WESTERBORK VERMOORD 31-3-1944 AUSCHWITZ                                                  | Zeestraat 21          | Hartog Benjamin Bloemendal (1921-1944)    |
|            | HIER WOONDE PHILIP BLOEMENDAL GEB. 1918 ONDERGEDOKEN 1942 ENKHUIZEN BEVRIJD                                                                                             | Zeestraat 21          | Philip Bloemendal (1918-1999)             |
|            | HIER WOONDE REBECKA BLOEMENDAL- ZILVERBERG GEB. 1885 GEDEPORTEERD 4-9-1942 UIT WESTERBORK VERMOORD 7-9-1942 AUSCHWITZ                                                   | Zeestraat 21          | Rebecka Bloemendal-Zilverberg (1885-1942) |
|            | HIER WOONDE JENNY ELLEN LEEFSMA GEB. 1933 GEDWONGEN VERHUISD 13-3-1942 GEÏNTERNEERD 3-9-1942 GEDEPORTEERD 4-9-1942 UIT WESTERBORK VERMOORD 7-9-1942 AUSCHWITZ           | Kostverlorenstraat 55 | Jenny Ellen Leefsma (1933-1942)           |
|            | HIER WOONDE MENNI LEEFSMA GEB. 1894 GEDWONGEN VERHUISD 13-3-1942 GEÏNTERNEERD 8-8-1942 GEDEPORTEERD 4-9-1942 UIT WESTERBORK VERMOORD 31-3-1944 MIDDEN-EUROPA            | Kostverlorenstraat 55 | Menni Leefsma (1894-1944)                 |
|            | HIER WOONDE RALPH HANS LEEFSMA GEB. 1937 GEDWONGEN VERHUISD 13-3-1942 GEÏNTERNEERD 3-9-1942 GEDEPORTEERD 4-9-1942 UIT WESTERBORK VERMOORD 7-9-1942 AUSCHWITZ            | Kostverlorenstraat 55 | Ralph Hans Leefsma (1937-1942)            |
|            | HIER WOONDE MATHILDE BETSY LEEFSMA-COLTOF GEB. 1909 GEDWONGEN VERHUISD 13-3-1942 GEÏNTERNEERD 3-9-1942 GEDEPORTEERD 4-9-1942 UIT WESTERBORK VERMOORD 7-9-1942 AUSCHWITZ | Kostverlorenstraat 55 | Mathilde Betsy Leefsma-Coltof (1909-1942) |
|            | HIER WOONDE ROOSJE ZILVERBERG GEB. 1889 GEDEPORTEERD 4-9-1942 UIT WESTERBORK VERMOORD 7-9-1942 AUSCHWITZ                                                                | Zeestraat 21          | Roosje Zilverberg (1889-1942)             |

## Data van plaatsingen
- 12 november 2022: vier Stolpersteine op Zeestraat 21
- 13 maart 2024: vier Stolpersteine op Kostverlorenstraat 55